# Fjallsárlón
Fjallsárlón és un llac glacial al sud de la glacera islandesa Vatnajökull. Fjallsjökull forma part de la glacera, és on s'acumula l'aigua del desglaç i grans blocs de gel, que van a la deriva.
El gel que es desprèn de la glacera al llac forma part del Parc Nacional Vatnajökull i el llac glacial Jökulsárlón no queda lluny d'allà. Des del llac glacial Breiðárlón un petit riu desemboca al Fjallsárlón.
Per sobre, hi ha el famós volcà Öræfajökull.
A l'estiu, al seu voltant, cal anar amb compte amb els estercoràrids, grans ocells que semblen gavines, que és on fan els nius.